# Squash Australia
La Fédération australienne de squash (Squash Australia) est l'organisme national qui régit le squash en Australie. L'organisation a son siège social à Brisbane et est membre du Comité olympique australien, de la Fédération océanienne de squash et de la Fédération mondiale de squash. 
Fondée en 1934 et basée à Brisbane, elle organise et/ou supervise chaque année de nombreux tournois professionnels, ainsi que de nombreux autres événements officiels de squash comme les Championnats d'Australie de squash. Elle organise le Squash Australia Hall of Fame.
Le squash australien est le premier sport australien si l'on compare les médailles gagnées aux médailles mises en jeu aux Jeux du Commonwealth. 
En 2018, Squash Australia a ouvert un nouveau centre de six courts à Carrara, sur la Gold Coast. Le centre, désormais connu sous le nom de Centre national de squash, a accueilli les championnats du monde de double 2019, où l'Australie a remporté 8 médailles.